# Dylan James
Dylan James (né le 25 mai 1991 à Auckland), est un  catcheur (lutteur professionnel) néo-zélandais. Il travaille actuellement à la All Japan Pro Wrestling (AJPW) où il est l'actuel champion du monde par équipes de la AJPW avec Ryoji Sai.
Il commence sa carrière en Nouvelle-Zélande avant d'aller en Floride continuer son entraînement à la Team 3D Academy.
Il part au Japon en 2011 à la Pro Wrestling Zero1 (Zero1) Sous le nom de Raideen puis James Raideen. Là-bas il remporte le championnat d'union nationale de la Zero1 à deux reprises et est une fois champion du monde poids lourd. Il fait aussi équipe avec Zeus et ils gagnent le tournoi Furinkazan Tag League en 2012, il s'allie ensuite avec Masato Tanaka avec qui il remporte une fois le championnat intercontinental par équipes de la National Wrestling Alliance (NWA).

## Jeunesse
James est fan de catch depuis l'enfance et regarde fréquemment les émissions de la World Wrestling Federation avec son frère ainé. Il est d'abord fan de Kane puis de Triple H. Il fait partie de l'équipe de lutte de son lycée durant son adolescence.

## Carrière de catcheur

### Entraînement et débuts
Durant son adolescence, le frère de James s'entraîne dans une école de catch et apprend le catch à son petit frère. Il commence sa carrière de catcheur après trois mois d'entraînement. Les frères James comprennent qu'ils ont aucune chance de faire carrière et décide partir en Floride pour continuer leur apprentissage à la Team 3D Academy.

### Pro Wrestling Zero1 (2011–2017)
Au cours de sa formation à la Team 3D Academy, il rencontre la catcheuse Jaime D (en) qui revient d'une tournée au Japon. Il lui demande des conseils pour travailler là-bas et lui conseille de contacter Yoshiyuki Nakamura, le président de la Pro Wrestling Zero1 (Zero1).
Il débute dans cette fédération sous le nom de Raideen le 6 novembre 2011 où il fait équipe avec Mark Hussein, Paul Tracey, Ryoji Sai et Sean Burnett et ils battent KAMIKAZE, Masato Tanaka, Mineo Fujita, Shito Ueda et Yoshikazu Yokoyama. Il fait ensuite équipe avec Ryuji Sai durant le tournoi Furinkazan Tag League 2011.
Il devient le rival de Shito Ueda qui est alors champion poids lourd d'union nationale de la Zero1. Ils s'affrontent une première fois dans un match de championnat le 25 mars 2012 où Ueda conserve son titre. Il change de nom de ring pour celui de James Raideen et ils s'affrontent une seconde fois le 14 juin où l'issue est la même. Il parvient à devenir champion le 16 octobre en battant Yusaku Obata (en). Il fait équipe avec Zeus pour le tournoi Furinkazan Tag League 2012 et ils remportent ce tournoi en éliminant Ryoji Sai et Will Gibson au premier tour le 13 décembre puis Shinjiro Otani et Tatsuhito Takaiwa en demi-finale et enfin Shito Ueda et Yusaku Obata deux jours plus tard.
Le 1er novembre 2015, lui et Ryoji Sai battent Daisuke Sekimoto et Kazuki Hashimoto.
Le 6 mai 2016, lui et Masato Tanaka battent Daisuke Sekimoto et Kohei Sato et remportent les NWA Intercontinental Tag Team Championship.

### All Japan Pro Wrestling (2013, 2018-...)
Fin octobre 2013, la All Japan Pro Wrestling (AJPW) annonce que James Raideen et Maybach-β (un autre catcheur de la Pro Wrestling Zero1) vont participer au tournoi Real World Tag League en décembre. Ils terminent 5e de la phase de groupe avec quatre victoires,.
La AJPW annonce les participants au tournoi Champion Carnival le 13 février où il fait partie du groupe B. Le 25 mars, lui et Ryoji Sai battent The Big Guns (The Bodyguard et Zeus) et remportent les AJPW World Tag Team Championship,.

## Palmarès
- All Japan Pro Wrestling
  - 1 fois AJPW World Tag Team Championship avec Ryoji Sai
  - World's Strongest Tag Determination League (2018) avec Joe Doering

- Impact Pro Wrestling
  - 1 fois IPW New Zealand Tag Team Championship avec Dave Deluxeo

- Pro Wrestling Zero1
  - 1 fois NWA Intercontinental Tag Team Championship avec Masato Tanaka
  - 1 fois NWA United National Heavyweight Championship
  - 1 fois World Heavyweight Championship
  - Fire Festival (2013)
  - Furinkazan (2012) avec Zeus